# Escuela Naval Militar (Argentina)
La Escuela Naval Militar de la Argentina, es una institución dependiente de la Armada de la República Argentina creada a fines del siglo XIX, cuya meta es formar ética, académica, profesional y físicamente a los futuros oficiales de la Armada, los cuales se reciben con la capacidad de desempeñarse en el ejercicio de las funciones y responsabilidades correspondientes a su competencia, y a contribuir a la defensa de los intereses nacionales en el mar.

## Antecedentes
La Escuela Naval Militar tiene como antecedente a la Escuela de Náutica creada a fines del siglo XVIII por iniciativa del general Manuel Belgrano.

## Historia
La Escuela Naval Militar fue creada por Ley N.º 568 del 5 de octubre de 1872, por impulso del sargento mayor de marina Clodomiro Urtubey, que fue además su primer director. La idea era tener una academia militar naval que brindara a los cadetes que egresaran de la misma, una formación acorde al imperativo de la época.
A lo largo de su historia, ha tenido diversas sedes. La primera de ellas fue el vapor General Brown, hasta que tras el motín de los gabanes de 1875 fue instalada en la corbeta Uruguay, que fue donde egresó la primera promoción en el año 1879. Desde 1943 hasta hoy, se encuentra a orillas del Río Santiago.
En el año 1888 el presidente Sarmiento dijo: 

Creed que guardo la seguridad de que con la Escuela Naval quedará garantida la Independencia que nos legaron nuestros padres y asegurando el vínculo que una a todas las otras naciones, por el cultivo de las creencias y de las artes que dominan las olas y combaten la injusticia.

Durante la última dictadura militar fue un CCD.
Nota en Página 12 año 2011: 5 oficiales de Prefectura Naval fueron condenados por crímenes de lesa humanidad: líderes sindicales de Propulsora Siderúrgica, Astilleros Rio Santiago, Destilerías YPF fueron secuestrados y fusilados en este lugar: era un CCD temporario, no estaban más de 2 o 3 días y el destino final era el Pozo de Arana: todo esto mayormente hacia 1976.

## Plan de Estudios

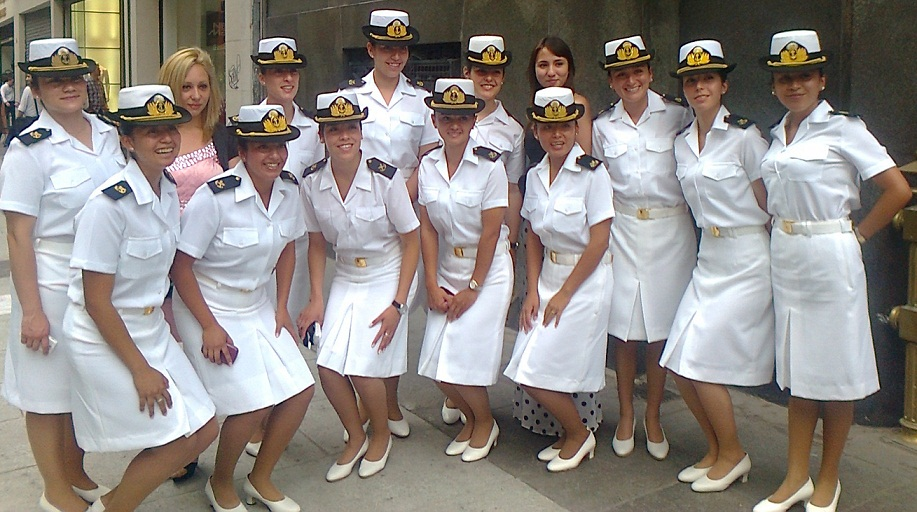
Cadetes femeninas de 5.º año. Escuela naval militar. Diciembre 2013

La escuela tiene tres planes de estudios. Al terminar cualquiera de ellos, los graduados se incorporan directamente como oficiales de la Armada Argentina con el rango de guardiamarina, hecho que garantiza su inmediata inserción laboral. Posteriormente pueden continuar su formación profesional en los Institutos de Formación Superior de la Armada o cursando otros estudios de grado o postgrado, en establecimientos universitarios nacionales, ingresando a los mismos en forma directa, con el reconocimiento de equivalencias.
- Cuerpo Comando Naval: Son funciones de Escalafón Naval. El comando de unidades operativas en los medios navales y aeronavales, la administración de justicia y la dirección y administración de los servicios de la Armada que no sean específicamente de otro cuerpo o escalafón.[5]
- Cuerpo Comando Infantería de Marina: Son funciones del Escalafón de Infantería de Marina. El comando de unidades operativas en los medios de Infantería de Marina, la administración de justicia y la dirección y administración de los servicios de la Armada que no sean específicamente de otro cuerpo o escalafón.[5]
- Cuerpo Profesional Intendencia: Asistencia y asesoramiento en los asuntos relacionados con los aspectos económicos financieros que hacen a la obtención, adquisición, administración, almacenamiento y distribución de equipos, y a atender aspectos que la ley determina como específicos o preventivos de los mismos, incluyendo funciones directivas sectoriales y administrativas.[5]

Pueden ingresar como cursantes de Curso Profesional aquellas personas que previamente tengan algún título universitario y obtienen, al egresar de esta escuela, el rango de teniente de fragata (en comisión) especialista en el título universitario que el cursante tenga.